# خیرآباد (نهبندان)
خیرآباد یک روستا در ایران است که در شهرستان نهبندان استان خراسان جنوبی واقع شده‌است.

## جمعیت
این روستا در دهستان شوسف قرار دارد و براساس سرشماری مرکز آمار ایران در سال ۱۳۸۵، جمعیت آن ۱۵ نفر (۷ خانوار) بوده‌است.